# 赤坂泰彦
赤坂 泰彦（あかさか やすひこ、1959年〈昭和34年〉11月25日 - ）は、東京都出身の日本のラジオDJ、タレント、司会者、俳優、ミュージシャン、作詞家である。

## 略歴
東京都生まれ。同目黒区で育ち、日本大学櫻丘高等学校卒業。
千葉商科大学中退。
1982年（昭和57年）、ロックバンド「東京JAP」のドラマーとしてCBSソニー（現・ソニー・ミュージックエンタテインメント）からデビュー。代表曲は「摩天楼ブルース」。バンド活動停止以降、憧れであったDJの道を本格的に志し、TBSラジオ等で活動を始める。
数本の深夜番組を担当。中でもFMナイトストリート『PAJAMA PRESS』（JFN、1988年10月 - 1994年3月）で根強い人気を得る。1989年からTOKYO FMの夕方ワイド番組 『TOKYO POP ARENA』を担当し、同番組が『DANCE SHIP TOKYO』に改題された後も、3年半に亘って担当する。
1992年（平成4年）『夢がMORI MORI』（フジテレビ系）にキックベースの実況として出演し、独特の言い回しを披露していた。スタート当初は顔出ししていなかった為、視聴者から番組に「あの声は誰なのか？」や「顔を見てみたい」と多数の声が寄せられ顔を出し、それ以降、番組進行役として顔出し出演もするようになる。
またこの時期（1992年4月 - 1993年3月）、テレビ神奈川（TVK）の生放送音楽番組『ファンキートマト'92（'93）』にも番組後半のレギュラーとして出演していた。
1993年（平成5年）4月1日、JFN系『赤坂泰彦のMillion Nights』の放送が始まり、1994年にこの番組での活躍が認められ、第31回ギャラクシー賞で、DJパーソナリティ賞（この年より個人賞から転換）を受賞した。
1995年（平成7年）4月25日、TOKYO FM 開局25周年記念特別番組『赤坂泰彦の東京・ニューヨーク25時間スペシャル』をニューヨークから生放送。この時、憧れのウルフマン・ジャックとダブルDJを行う。
1997年9月30日、『Million Nights』降板（番組自体は1999年3月に終了）。日本テレビ系『THE夜もヒッパレ』のMCなど、その後もテレビ、ラジオのレギュラー番組を多数抱えた。
1997年10月、赤坂単独としては初のAMラジオレギュラー番組として、ニッポン放送で『オールナイトニッポン』の日曜版『赤坂泰彦のオールナイトニッポン電話リクエスト』がオンエアされる。
1998年、長野五輪聖火ランナーとして長野県飯田市内を走る。

## 人物
- テレビ番組で司会やコメンテーターなどで出演する時はトーンを抑えた理知的なキャラクターだが、ラジオ番組のDJではそれとは別人のようにハイテンションに振る舞う。『ミリオンナイツ』の「うさんくさいポップス」のコーナーでは、曲の趣旨や歌っている歌手を問わずツッコミを繰り返していた。
- ビリヤード愛好家であり、テレビ番組でも『芸能界特技王決定戦 TEPPEN』（フジテレビ、2012年6月16日)や、『ビリヤード8』「芸能人最強8ボールプレイヤー決定戦」（テレビ神奈川、2016年12月8日）で腕前を披露している。また、金子昇とともにビリヤード普及推進委員会のポスターに起用された。

## 出演番組

### テレビ
- 歌謡プレミアム（BS日テレ、毎週月曜日20:00 - 20:54、2013年4月1日 - ）

### ラジオ

#### FM
- ラジオマンジャック（NHK FM、毎週土曜日16:00 - 18:00、2010年4月3日 - ）

#### インターネット
- da radio magic
- Voicy 赤坂泰彦のラジオグラフィティー（2021年8月 - ）

### ナレーション
- 極道の紋章レジェンド8 - （2022年 - ）

## 過去の出演番組

### ラジオ

#### FM
- TOKYO POP ARENA（TOKYO FM）
- FMナイトストリート・パジャマプレス（JFN、1988年10月 - 1994年3月）
- DANCE SHIP TOKYO（TOKYO FM、1990年10月 - 1993年3月）
- ロックン天国（NHK-FM、1992年4月10日 - 1994年4月2日）
- ミリオンナイツ（TOKYO FM、1993年4月1日 - 1997年9月30日）
- TOKYO FM 開局25周年記念特別番組『赤坂泰彦の東京・ニューヨーク25時間スペシャル』（TOKYO FM、1995年4月25日20:00 - 4月26日21:00）
- あなたの思い出でつづるオールデー・リクエスト ～FM30周年記念20時間生放送（NHK-FM、1999年5月2日 - 5月3日）
- DJ赤坂のスタンダード・レディオ（TOKYO FM、1997年10月1日 - 1998年3月31日）[2]
- 赤坂泰彦のthis is the RADIO（Air-G'やK-MIXなど複数のFM局※沖縄のみAM※で週1回55分間放送、オンエア時間帯等は各局によって異なっていた。1998年4月 - 2001年9月）[3]
- Heart-Beat Style（TOKYO FM、2001年4月 - 2002年3月）
- ビートルズ・スペシャル（NHK-FM、2003年1月1日 - 3日）
- OLEっち（bayfm・NACK5・Fm yokohama・RBCiラジオ）（2003年4月 - 2005年9月、番組自体は2006年6月に終了）
- ロッド・スチュワート～失われた声の復活「ムーングロウ」（NHK-FM、2003年8月16日）
- フレディ・マーキュリー～ミステリアスな生涯「キラー・クイーン」（NHK-FM、2003年11月23日）
- ローリング・ストーンズ・ナイト（NHK-FM、2004年3月20日）
- Japan FM Network Special ～Heat to Heat 2005～（TOKYO-FM、2005年1月16日）
- 赤坂泰彦 Morning Groove 〜ONE ON ONE〜（InterFM、2005年7月4日 - 2006年3月30日）
- DJ AKASAKA Mail Vox（HFM※中国地方4局ブロック番組）
- A'll that RADIO（TOKYO FM、2006年4月3日 - 2008年3月27日）
- ハッピークリスマス&サンキュー（NHK-FM、2006年12月24日）
- Check the CM Song（TOKYO FM）
- ラジオマンジャック（NHK-FM、2010年4月 - ）2004年 - 2009年は年末、祝日等の不定期特別番組
- 特別番組 音楽のチカラ（JFN系、2011年3月 - 6月）
- 赤坂泰彦のディア・フレンズ（JFN、2006年4月3日 - 2011年9月29日）
- BACK TO THE 原点（TOKYO FM、2009年10月4日 - 2011年9月25日）
- 今日は一日○○三昧「今日は一日“矢沢永吉”三昧」（NHK-FM、2012年8月4日）
- FM AICHI 45th Anniversary Special Program“Make A Smile”（@FM、2014年4月29日・12月23日）
- Radio Freaks（@FM、2015年4月6日 - 2019年3月25日）
- 特集・ありがとう!熊倉一雄さん（NHK-FM、2015年11月14日）
- FM PORT Holiday Special“Radio & Me”（FM PORT、2016年5月3日・2017年5月3日）
- TOKYO FM サンデースペシャル New 20's Birth Year Songs（TOKYO FM、2017年1月22日）
- 夜のプレイリスト（NHK-FM、2019年4月9日 - 2019年4月13日）
- ノーFM・ノーライフ～それは未知の音楽と出会う扉～（NHK-FM、2019年8月4日）
- RADIO BOSAI SUMMIT #1（NHK-FM、2020年5月2日）

#### AM
- バロン赤坂のホラホラプレス（TBSラジオ）
- 赤坂泰彦のオールナイトニッポン電話リクエスト （ニッポン放送、1997年10月12日 - 1999年3月28日）
- 赤坂泰彦のサタデーリクエストバトル（ニッポン放送、1998年10月 - 2006年3月18日)
- 赤坂泰彦のSuper Music Stadium（ニッポン放送、2000年10月 - 2001年3月、月曜日担当）
- 赤坂泰彦 TALK 2 TALK（TBSラジオ、1997年4月 - 1998年3月）
- 赤坂泰彦のSUPER EVENT EXPRESS（RFラジオ日本）
- 午後のまりやーじゅ「DJ赤坂泰彦のこれがポップスだ!」（NHKラジオ第1放送、2013年4月12日 - 2016年3月4日）金曜レギュラー
- 赤坂泰彦の洋楽リクエスト GOLDEN HITS FOREVER（ニッポン放送、2016年4月18日）
- 赤坂泰彦の洋楽リクエスト GOLDEN HITS FOREVER VOL.2（ニッポン放送、2016年6月13日）

### テレビ
- ファイティング80's（テレビ神奈川）※東京JAP在籍時
- ファンキートマト（テレビ神奈川、1992年 - 1993年3月）
- 3つのとびら（NHK教育テレビ）- 進行役
- ロック鳴缶III（日本テレビ）
- 夢がMORI MORI（フジテレビ） - スーパーキックベース実況 他
- BS流行歌最前線（1993年 - 1995年、NHK-BS2） - 司会
- THE夜もヒッパレ（日本テレビ） -  進行アシスタント
- 新品部隊（フジテレビ、1995年10月 - 1996年3月） - 司会
- バレーボールワールドカップ （フジテレビ） - 応援DJ
- アトランタオリンピック中継 （フジテレビ） - キャスター
- 長野オリンピック中継（フジテレビ） - キャスター
- ボキャブラ天国シリーズ（フジテレビ） - パネラー
- M-1グランプリ（朝日放送、2001年12月25日）
- フォークの達人（NHK-BS2、2007年4月 - 2008年3月）- 司会
- MUSIC SOUL（BS朝日）
- BSヤングバトル（NHK-BS2、1991年 -）- 司会
- 旭川ライブジャム'95（NHK-BS2、1995年8月30日）- 司会
- 日本ゴールドディスク大賞（1996年 - 2005年、NHK-BS2・NHK総合）- 司会
- BOØWYアンソロジー（1998年6月19日、NHK-BS2）- 司会
- 夢のディズニー名曲集（1998年12月17日、NHK-BS2）- 司会
- 財津和夫の青春音楽館（1999年11月5日、NHK-BS2）- 司会
- 世界の歌姫競演（2000年6月5日 - 8日、NHK-BS2）- 司会
- 海外2大音楽フェスティバル（2000年- 2002年、NHK-BS2）- 司会
- 世界の逸品 クイズ・オークション（2003年2月6日、NHK-BS2）- 司会
- 3つのとびら（2003年4月 - 2006年3月、NHK教育）- 司会
- BSエンターテインメント とことん見せます! 全米ヒット・チャートNO.1（2003年 - 2004年、NHK-BS2）- 司会
- 東京パフォーマンス・カタログ 2003・冬 （NHK-BS2、2003年12月29日）- 司会
- お昼ですよ!ふれあいホール （NHK総合、2004年 - 2005年）
- 渡辺貞夫リズムワールド -愛・地球博ジャパンウィーク-（NHK-BS2、2005年6月18日）- 司会
- 美しき日々コンサート・ファイナル（NHK-BS2、2005年6月26日）- 司会
- 未来へつなごう 愛・地球博（NHK-BS2、2006年10月21日）- 司会
- BSまるごと大全集「日本のフォーク＆ロック」、「伝説のロック・全米ベストヒット」（NHK-BS2、2006年 - 2007年）- 司会

- 日本アカデミー賞（日本テレビ） - 会場外からのMC（受賞作品紹介、受賞者紹介など）
- Music Lovers（日本テレビ） - ナビゲーター
- LIVE MONSTER（日本テレビ、2013年4月8日 - 9月29日） - ナビゲーター
- 貝印スイーツ甲子園（BSフジ） - 決勝大会メインMC（第1回 - 第6回）
- ほっと、ひと息（TOKYO MX）
- 日テレ系音楽の祭典 Premium Music 2022「THE夜もヒッパレ復活企画」（2022年3月30日、日本テレビ） - DJ[4]

### テレビドラマ
- お坊っチャマにはわかるまい!（1986年、TBS系） - お坊ちゃま軍団の一人
- 3番テーブルの客 第14話（1996年、フジテレビ系）
- 三姉妹探偵団 第1、2話（1998年、日本テレビ系） - 安藤先生
- P.A.（1998年、日本テレビ系） - オープニングナレーション
- 天使が消えた街 第7話（2000年、日本テレビ系）
- 億万長者と結婚する方法 第10話（2000年、日本テレビ系）
- 十津川警部夫人の旅情殺人推理（2003年、フジテレビ系） - 吉田刑事
- 所轄刑事シリーズ（2004年 - 2013年、フジテレビ系） - 辻村隆三
- 日向夢子調停委員事件簿シリーズ（フジテレビ系） - 諸星光一
- ウィルスパニック2006夏〜街は感染した〜（2006年、日本テレビ系） - コミュニティFM局DJ
- 気象予報士・大沢富士子の事件ファイル（2007年11月16日、フジテレビ系） -　遠藤
- 美女と男子 第11・12話（2015年、NHK） - 音楽番組司会者・竹内

### WEB配信ドラマ
- First Love 初恋（2022年11月24日、Netflix）- ラジオDJ[5]

### 吹き替え
- ファインディング・ニモ（エイ先生）
  - ファインディング・ドリー
  - LEGO ピクサー:ブリックトゥーンズ
- カーズ（ボブ・カトラス）
  - カーズ/クロスロード

### CM
- スズキ マイティボーイ（1983年）
- JAL
- ロート製薬 パンシロン「パンシロンフラボノNOW」、「パンシロンNOW UP2」（1998年）[6]
- リクルート SUUMO 『スーモとDA PUMP 歌番組』篇 （2019年1月31日 - ）[7]
- ソニー・ミュージックダイレクト「ベスト・オブ・クライマックス」『ザ・ベスト・オブ・クライマックス [50 J-POP TRACKS] '90-'94』、『ザ・ベスト・オブ・クライマックス [50 J-POP TRACKS] '95-'99』（2021年12月8日 - ）[8]

### その他
- ニモ&フレンズ・シーライダー（エイ先生）

### インターネット
- 赤坂泰彦のBB MUSIC FACTORY

## 作詞
- 尾崎家の祖母（おざきんちのばばあ）パート3（まりちゃんズと共同作詞、1994年。行方 不明名義でプロデュースも行う）
- ありがとう…勇気 （TOKIOの楽曲、1996年）
- 夢中にさせて（PRECOCI の派生ユニット、Pti-Ptiの楽曲、1999年）AKASAKA名義
- 恋のLucky Check（Pti-Ptiの楽曲、1999年）AKASAKA名義
- Unchain My Heart（三佳千夏の楽曲、1999年）AK$AKA名義
- Love,Yes I do!（三佳千夏の楽曲、1999年）AK$AKA名義
- Joy!Joy!Joy!（三佳千夏の楽曲、2000年）AK$AKA名義